# Мельес, Жорж
Мари-Жорж-Жан Мелье́с (фр. Marie-Georges-Jean Méliès, 8 декабря 1861, Париж — 21 января 1938, там же) — французский режиссёр и артист цирка, один из основоположников мирового кинематографа, изобретатель первых кинотрюков и пионер кинофантастики. Родился в состоятельной семье, в которой был младшим из трёх сыновей. После окончания лицея и службы в армии работал на фабрике отца, производящей дорогую обувь. С детства увлекался рисованием, искусством и театром. В 1888 году родители, которые были против его увлечения рисованием и занятием политической карикатурой, приобрели для него театр «Робер-Уден» в самом центре Парижа. В 1895 году он оказался на одном из первых общедоступных киносеансов братьев Люмьер и сразу же стал горячим поклонником кинематографа. Основал собственную киностудию и снял более пятисот короткометражных фильмов, самый известный из которых — «Путешествие на Луну» (1902). За время своей кинематографической карьеры, обладая значительным семейным капиталом, был единственным владельцем своей кинокомпании, не привлекая для её финансирования сторонний капитал и не основывая акционерного общества. Во многом такая стратегия привела к тому, что с наступлением промышленной стадии производства фильмов Мельес оказался не готов к требованиям рынка, разорился, его компания и театр были закрыты, а сам он на долгие годы был забыт. Кроме того, его фильмы постепенно выходили из моды, а он продолжал снимать традиционные для себя фильмы-спектакли, не желая перестраиваться и применять новые средства выразительности. Перед Первой мировой войной он был окончательно разорён и лишился за долги своей киностудии, театра и поместья. В 1925 году женился на снимавшейся у него ранее актрисе Жанне д’Альси, с которой в том же году открыл небольшой магазин детских игрушек и сладостей на вокзале Монпарнас. О его вкладе в развитие кинематографа никто долго не вспоминал, пока в 1928 году его не обнаружили журналисты, а в декабре следующего года прошла ретроспектива нескольких обнаруженных фильмов. В 1932 году Кинематографическое общество приютило его, совершенно разорённого, в Шато д’Орли, доме для престарелых кинематографистов, где он и прожил вместе с женой остаток жизни.

## Биография

### Ранние годы
Родился 8 декабря 1861 года в Париже в семье промышленника Жана-Луи Станисласа Мельеса (1815—1898), владевшего фабрикой «Мельес» по производству дорогой модельной обуви. Жорж был самым младшим в семье и воспитывался со старшими братьями — Гастоном (1852—1915) и Анри (1844—1929). Его мать Катерина Швенинг (1819—1899), очень образованная женщина, стремилась к тому, чтобы Жорж получил всестороннее образование.
Окончив лицей Людовика Великого и отслужив в армии, был отправлен родителями работать и изучать английский язык в Лондон, что было продиктовано деловыми соображениями, так как знание иностранного языка должно было способствовать хорошему ведению бизнеса. В столице Англии он с увлечением стал посещать театры-иллюзионы, изучать их искусство и познакомился с известным фокусником Девантом Дэвидом. В 1882—1886-х годах работал на фабрике отца, которую тот намеревался передать Жоржу. Он был устроен отцом в технический отдел инженером, где ему было поручено наблюдать за исправностью механизмов, использующихся на фабрике.

### Театральная деятельность
С самого детства любил рисовать, а его карикатуры под псевдонимом Джек Смайл публиковались в антибуланжистском журнале «Ля Грифф», принадлежащем его дяде. Будучи обеспеченным человеком, Мельес уделял много времени своим увлечениям, среди которых основное место занимали театр и искусство сценической иллюзии. В качестве иллюзиониста он выступал в принадлежавшем ему с 1888 года театре «Робер-Уден» (фр.), расположенном на Больших бульварах, недалеко от театра Гранд-опера. Приобретение театра было вызвано нежеланием родителей, чтобы Жорж занимался рисованием или становился политическим карикатуристом. Довольно быстро Мельес становится самым известным постановщиком фокусов во Франции. Историк кино Жорж Садуль писал, что для его работ в театре было характерно то, что они не столько «зависели от декораций, костюмов и игры актёров, сколько от их ловкости и техники»: «Он черпал своё вдохновение в действительных событиях, в истинных или воображаемых путешествиях, в исторических записках, он не пренебрегал ни комическими, ни трагическими эффектами». Первоначально его представления основывались на популярных программах, почерпнутых из репертуара театров-варьете и кафе-концертов, составленных из серии сценок комического плана. Благодаря этому директор и постановщик театра «Робер-Уден» становится первым иллюзионистом, выведшим на сцену трюковые номера в виде сюжетных сценок, в которых была задействована целая группа артистов-фокусников. Через несколько лет на небольшой сцене своего театра он будет показывать публике уже богато оформленные спектакли-феерии, в которых будут принимать участие группы хористок из театров Шатле и Гранд-опера. Свои разносторонние таланты он реализует в театре в самых различных сферах деятельности: инженерные способности и знания применяет при создании механических устройств и автоматонов, разнообразной театральной машинерии, увлечение рисованием помогает создавать сценические декорации и костюмы, а богатая фантазия служит изобретению трюков и фокусов. Он также пишет сценарии своих представлений и сам исполняет в них главные роли. На театральных программах возглавляемого им театра отмечается: «Декорации, механика, сценарий и трюки Жоржа Мельеса», подобная информация, свидетельствующая об универсальной роли директора театра «Робер-Уден» в его представлениях, будет позже фигурировать и в каталогах его фильмов.

### Кинематограф
На первом этаже здания театра находились кабинеты, которые арендовал лионский фабрикант фототехники Антуан Люмьер — отец предпринимателей Луи и Огюста. 28 декабря 1895 года Жорж, по личному приглашению Антуана, оказался на первом в мире общедоступном публичном киносеансе братьев Люмьер и сразу же стал горячим поклонником кинематографа. Первоначально он предполагал, что будут демонстрироваться привычные для него проекции в духе волшебного фонаря, но увидев возможности аппарата Люмьера понял, что был неправ. Позже он вспоминал, что присутствующие на сеансе были крайне поражены возможностями этого зрелища: «В конце представления все были в упоении и каждый спрашивал себя, каким образом могли достигнуть таких результатов?». Мельес предложил купить у Люмьеров сконструированную ими камеру-проектор за 10 000 франков, а другие, присутствующие на показе устроители зрелищ, предлагали даже большие суммы. Однако братья отказали, так как пытались сохранить монополию на новое развлечение, полагая, что аттракцион очень скоро выйдет из моды и нужно попытаться заработать на этом пока у публики имеется интерес к новинке. Позже Мельес вспоминал про свои ощущения после неудачной попытки приобретения нового вида зрелищ: «Мы разъехались восхищённые, но и разочарованные, потому что мы незамедлительно поняли, какие возможности обогащения заключаются в этом новом открытии».
Однако Мельес недолго отчаивался и через несколько месяцев после исторического сеанса нашёл возможность приобрести аналогичный аппарат английского производства и начал активно с ним экспериментировать. Так, в начале 1896 года Мельес узнал, что оптик Роберт Уильям Пол продаёт съёмочные аппараты собственной конструкции по 1 000 франков и приобрёл один из них. Начиная с марта 1896 года он демонстрирует в своём театре фильмы Пола и ленты кинетоскопа Томаса Эдисона. Аппарат Пола имел несколько серьёзных недостатков: он часто ломался, рвал и зажёвывал плёнку, был тяжёлым и неповоротливым, а также очень шумным, в связи с чем Мельес даже окрестил его «кофемолкой». Используя свои инженерные навыки, он внёс в аппарат некоторые усовершенствования, и в связи с тем, что в свободном доступе находились фильмы весьма низкого качества, приступил к собственному производству картин и их последующей продаже. В 1896 году на аппарате Пола были сняты первые ленты Мельеса, воспроизводящие оригинальные работы Люмьеров: «Партия в карты», «Прибытие поезда на вокзал Жуанвиля» и «Поливальщик», что в целом было распространённой практикой в раннем кинематографе. Также такие его первые фильмы как «Танец с серпантином» и «Художник моменталист» копировали продукцию Эдисона.

Логотип кинокомпании Мельеса — Star Film

В октябре 1896 года вместе с партнёрами он запатентовал аппарат кинетограф, который однако не приобрёл популярности и плохо расходился. После этого неудачного опыта стал использовать хронофотограф Жоржа Демени, выпускавшийся компанией Леона Гомона, а позже и кинематограф братьев Люмьер.
Первые поставленные им кинематографические опыты воссоздавали работы братьев Люмьер, а также сюжеты представлений из репертуара иллюзионистов и его театра. Мельес был признанным мастером театрального трюка и стал специалистом и новатором в трюках кинеметографических. Распространено мнение, что идея первого трюка возникла случайно. Если верить Мельесу, он просматривал свой фильм «Площадь Оперы» (фр. Place de l’Opéra, 1896), снятый перед Оперой Гарнье, и был удивлён тем, что омнибус внезапно превратился в катафалк. Он быстро нашёл объяснение этому феномену — движение плёнки из-за технического несовершенства аппарата во время съёмки ненадолго остановилось. Несмотря на то, что изобретение этого приёма долгое время приписывалась Мельесу, известно, что подобный спецэффект уже применялся годом ранее в фильме Альфреда Кларка «Казнь Марии, королевы Шотландской». Также в 1896 году Мельес нашёл способ создания первых кинотрюков, основанных на стоп-кадре, покадровой съёмке, двойной и многократной экспозиции, ускоренной и замедленной протяжке плёнки, кашировании и других приёмах. Он считается первым режиссёром, использовавшим раскадровку и сценарий фильма, предварительно записанный на бумаге. С его именем связывают также внедрение межкадрового монтажа, так как до него использовался внутрикадровый, снятый одним планом. Этот технический приём был использован им уже в фильме «Спасение из реки» (1896), а среди сохранившихся лент, состоящих из нескольких монтажных кадров, самым ранним считается его же «Сон астронома» (1898). Однако это новое техническое средство было использовано им не в полной мере, не служило художественным средством, зримым образом направленным на развитие повествования, а наоборот применялось для создания эффекта трюка, его цельности и неожиданности для зрителя. Таким образом в литературе подчёркивается, что создание «монтажного спецэффекта у Мельеса носило иллюзионистский характер и было направлено на „обман зрения“, остающегося стабильным в рамках единства времени, места и действия».

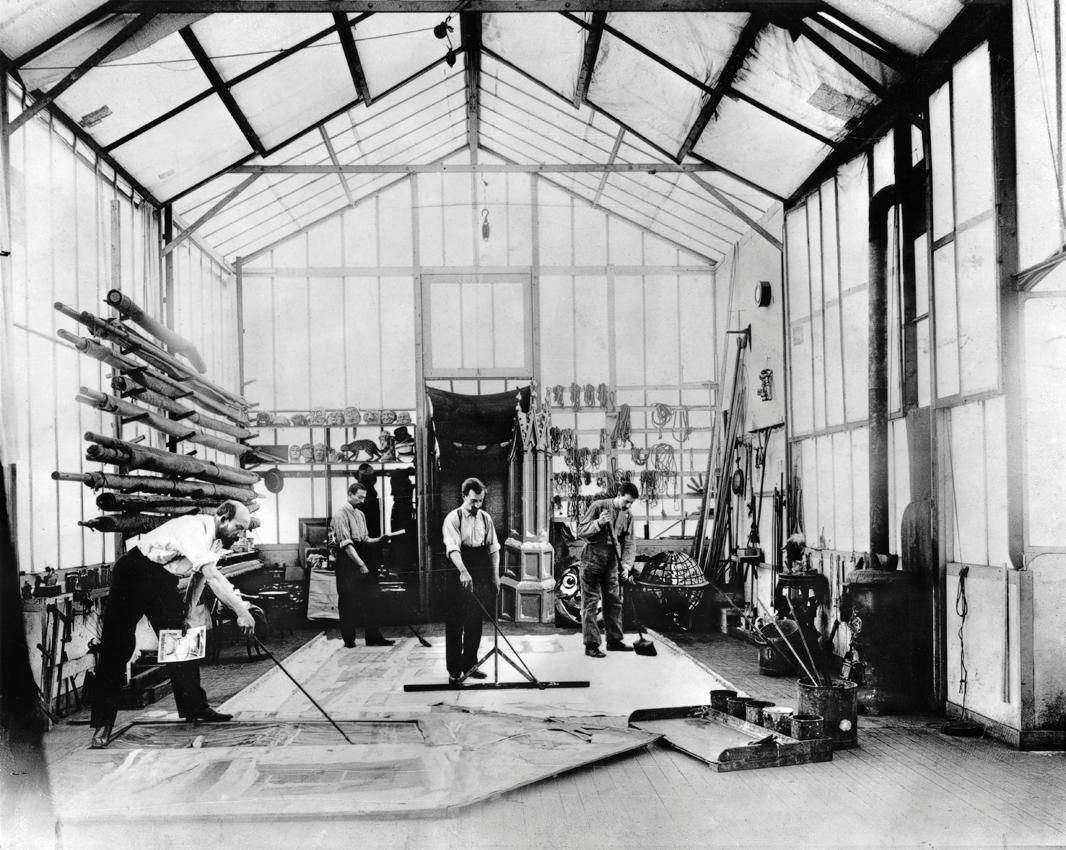
Студия Мельеса в Монтрё, около 1906

В 1897 году Мельес построил по личному проекту собственную студию «Стар фильм» (фр. Star Film) со стеклянными стенами и потолком, для лучшей освещённости, и которую несколько позже модернизировал. Она была расположена на территории его обширного поместья в Монтрё, в парке которого он ранее уже снимал свои ленты. После этого начал активное производство короткометражных кинофильмов. По наблюдению Садуля, с 1897 года Мельес отходит от простого копирования продукции конкурентов и создаёт свой узнаваемый авторский стиль: «Значение этих фильмов велико, ибо они означают поворот в истории кино. В них не только появляются первые мизансцены, но и вводится ряд новых жанров: феерии, комедии, сценки с трюками, восстановление подлинных событий». В 1897 году на экраны вышел фильм «Фауст и Маргарита», некоторыми авторами считающийся первой экранизацией литературного произведения в истории кино. Студия со временем стала многообразным и разветвлённым учреждением, которое включало в себя различные мастерские и службы, обслуживающие съёмочный процесс и участвующие в нём. Так, в неё входили хорошо оборудованная сцена, декоративная мастерская, различные подсобные заведения, костюмерные склады, артистические уборные, палатки для статистов, мастерские для копирования фильмов и для раскрашивания плёнки.

Кадр из фильма «Дело Дрейфуса»

Мельес снимал заказные и рекламные фильмы, «псевдохронику» — постановочные сюжеты, воспроизводившие реальные события. Например, известны снятые им короткометражки «Дело Дрейфуса», «Коронация Эдуарда VII» (1902) и другие. Фильм, посвящённый коронации Эдуарда VII, был снят по заказу Чарльза Урбана. Один парижский критик назвал картину «отвратительной подделкой», но с таким мнением нельзя согласиться, так как её авторы никогда не выдавали её за документальный фильм. Для некоторых из постановочных фильмов, имитирующих реальные исторические события, как для «Извержения вулкана на Мартинике» (1902), Мельес также использовал спецэффекты. Многие его фильмы раскрашивались вручную, этот способ был заимствован из фотодела и имел место в фильме Эдисона «Танец Аннабель».
С 1896 по 1913 год Мельес снял более 500 фильмов длительностью от одной до 40 минут (разные источники указывают от 517 до 666 фильмов), из которых сохранилось около 200. Пожалуй, из его работ наиболее известна комедия «Путешествие на Луну» (1902) — первый в истории кинематографа научно-фантастический фильм.
Со временем фильмы Мельеса перестали пользоваться тем успехом с которым они воспринимались ранее, так как публика устала от их однообразных сюжетов, а феерии стали выходить из моды. Кроме того он делал их в своей традиционной манере, мало используя натурные съёмки и упорно продолжая работать в своей устаревшей к тому времени студии. Садуль выразил эту проблему Мельеса следующими словами: «Располагая всего лишь примитивной студией, этот режиссёр склонен поворачиваться спиной к натуре, ограничивая себя миром сцены и театральных декораций».
Мельес пытался зарабатывать, продавая кинотеатрам копии своих фильмов, но самый крупный рынок — американский — оказался для него закрыт, так как Эдисон считал себя владельцем всех американских патентных прав на кинотехнологии с перфорированной плёнкой и полагал, что имеет право копировать и продавать для показа любой сделанный без его санкции фильм, в том числе и Мельеса. Кроме Эдисона пиратские копии режиссёра распространяли и другие американские компании. По словам Садуля: «„Путешествие на Луну“ позволило открыть первый постоянный кинотеатр в Лос-Анджелесе, отдалённом городе, одно из предместий которого уже тогда называлось Голливудом». В результате Мельес не получил практически ничего за показ своих фильмов в США и в 1914 году вынужден был продать студию. Негативы своих фильмов он в припадке ярости сжёг.
К 1909 году Мельес должен был отказаться от своей самостоятельности и начал работать для фирмы «Пате́». После разорения американского филиала Star Film Мельес больше не работает в кино. С началом Первой мировой войны закрывается и его театр «Робер-Уден». За время его кинематографической карьеры, обладая значительным семейным капиталом, Мельес являлся единственным владельцем своей кинокомпании, не привлекая для её финансирования сторонний капитал и не основывая акционерного общества. Во многом такая стратегия и привела к тому, что с наступлением промышленной стадии производства фильмов Мельес оказался не готов к требованиям быстро меняющегося рынка. Жорж Садуль писал по этому поводу: «Он всегда оставался производителем фильмов, не превращаясь в промышленника-капиталиста, как Гомон или Патэ. И поэтому он будет безжалостно раздавлен, когда кино вступит в промышленную фазу, точно так же как за 15 лет до этого был раздавлен Рейно, когда кино вступило в мануфактурную стадию».

### Поздние годы
В 1925 году женился на своей любимой актрисе Жанне д’Альси, с которой в том же году открыл небольшой магазин детских игрушек и сладостей, расположенный на парижском вокзале Монпарнас. О его вкладе в развитие кинематографа никто долго не вспоминал, пока в 1928 году его не нашли журналисты, а директор авангардного кинотеатра Studio 28 Жан Моклер обнаружил в фильмотеках восемь сохранившихся фильмов Мельеса. 16 декабря 1929 года в концертном зале Плейель прошёл показ его картин, организованных Моклером, после чего о вкладе Мельеса, как одного из основоположников кинематографа, стало известно широкой публике. В 1932 году Кинематографическое общество приютило его, совершенно разорённого, в замке Орли, в пансионе для престарелых актёров, где он и прожил остаток жизни.

Я родился с душой артиста, одарённого ловкостью рук, изворотливостью ума и врождённым актёрским талантом. Я был одновременно и умственным, и физическим работником.— Жорж Мельес
За свои заслуги Жорж Мельес был удостоен ордена Почётного легиона. Он закончил свои дни в Париже 21 января 1938 года. Похоронен на кладбище Пер-Лашез. В 1954 году на могиле был установлен бюст режиссёра. В 2019 году, его потомки провели успешную кампанию по сбору средств на реставрацию и содержание захоронения.

## Творческое наследие
На данный момент точно установить, сколько фильмов было снято Жоржем Мельесом, не представляется возможным. Историки кино называют различные числа: так, Морис Бессп, Жозеф-Мария Ло Дюк и Марсель Лапьер называют число 4000, а Шарль Форд и Рене Жанн говорят о 1000 фильмах. Жорж Садуль объясняет такое расхождение в числах тем, что в каталоге своих фильмов Мельес давал отдельный номер каждому отрезку плёнки длиной 20 метров невзирая на то, является ли он отдельным фильмом или же только его частью. Все фильмы Жоржа Мельеса отличаются особой, непревзойдённой эстетикой, полностью отвечавшей требованиям кинематографа того времени при том, что в техническом и художественном плане его фильмы превосходят все известные картины других режиссёров того времени. В наше время есть немало поклонников этого жанра, а также встречается значительное число пародий на его ранние картины.

## Режиссёрский почерк
Многие фильмы Мельеса сняты как театральные постановки со спецэффектами. В своих фильмах он использовал не только выразительные средства театра: сценария, актёров, костюмов, грима, декораций, машинерии, но и разрабатывал особый язык киноповествования. Он использовал фотографические трюки, предъявлял большие требования к жесту, а не мимике актёра, использовал раскрашенные полотна (применявшиеся в фотоателье), прибегал к нарисованной перспективе, к различным эффектам освещения, соединяя реальное и с бутафорским. Благодаря этому создается особая атмосфера фантастики, характерная для этого режиссёра. Мельес сам писал сценарии, разрабатывал декорации и ставил мизансцены. Для его кинопостановок характерны минимальная «глубина кадра» (всё действие разворачивается на сцене) и неподвижная камера.

Умело применённый трюк, при помощи которого можно сделать видимыми сверхъестественные, воображаемые, нереальные явления, позволяет создавать в истинном смысле этого слова художественные зрелища, дающие огромное наслаждение тем, кто может понять, что все искусства объединяются для создания этих зрелищ.— Жорж Мельес

## Избранная фильмография
| Год  |   | Русское название                                        | Оригинальное название                                        | Роль        |
| ---- | - | ------------------------------------------------------- | ------------------------------------------------------------ | ----------- |
| 1896 | ф | Партия в карты                                          | Une partie de cartes                                         |             |
| 1896 | ф | Поливальщик                                             | L’Arroseur                                                   | Поливальщик |
| 1896 | ф | Ужасная ночь                                            | Une nuit terrible                                            |             |
| 1896 | ф | Замок дьявола                                           | Le manoir du diable                                          |             |
| 1896 | ф | Малыш и девочки                                         | Bébé et fillettes                                            |             |
| 1897 | ф | Заколдованная гостиница                                 | L’auberge ensorcelée                                         |             |
| 1897 | ф | Замок с привидениями                                    | Le château hanté                                             |             |
| 1897 | ф | Кабинет Мефистофеля                                     | Le Cabinet de Méphistophélès                                 |             |
| 1897 | ф | Фауст и Маргарита                                       | Faust et Marguerite                                          |             |
| 1897 | ф | После бала                                              | Après le bal                                                 |             |
| 1897 | ф | Последний патрон                                        | La dernière cartouche                                        |             |
| 1897 | ф | Взятие Турнавоса                                        | La Prise de Tournavos                                        |             |
| 1897 | ф | Между Дувром и Кале                                     | Entre Calais et Douvres                                      |             |
| 1898 | ф | Приключения Вильгельма Телля                            | Les Aventures de Guillaume Tell                              |             |
| 1898 | ф | Четырёхголовый человек                                  | Un homme de têtes                                            |             |
| 1899 | ф | Дело Дрейфуса                                           | L’affaire Dreyfus                                            |             |
| 1899 | ф | Золушка                                                 | Cendrillon                                                   |             |
| 1899 | ф | Молниеносные превращения                                | L’Homme Protée                                               |             |
| 1900 | ф | Жанна д’Арк                                             | Jeanne d’Arc                                                 |             |
| 1900 | ф | Человек-оркестр                                         | L’homme-orchestre                                            |             |
| 1901 | ф | Человек с резиновой головой                             | L’homme à la tête de caoutchouc                              |             |
| 1901 | ф | Душ полковника                                          | La douche de colonel                                         |             |
| 1902 | ф | Путешествие на Луну                                     | Le Voyage dans la Lune                                       |             |
| 1902 | ф | Извержение вулкана на Мартинике                         | Éruption volcanique à la Martinique                          |             |
| 1902 | ф | Робинзон Крузо                                          | Les Aventures de Robinson Crusoé                             |             |
| 1902 | ф | Дьявол и статуя                                         | L’Oeuf du sorcier ou L’oeuf magique prolifique               |             |
| 1903 | ф | Гибель Фауста                                           | La damnation de Faust                                        |             |
| 1903 | ф | Меломан                                                 | Le mélomane                                                  |             |
| 1903 | ф | Монстр                                                  | Le monstre                                                   |             |
| 1903 | ф | В царстве фей                                           | Le royaume des fées                                          |             |
| 1903 | ф | Дьявольский кэк-уок                                     | Le Cake-walk infernal                                        |             |
| 1904 | ф | Путешествие через невозможное (Невероятное путешествие) | Le voyage à travers l’impossible                             |             |
| 1904 | ф | Фауст и Маргарита                                       | Faust et Marguerite                                          |             |
| 1904 | ф | Волшебный фонарь                                        | La lanterne magicue                                          |             |
| 1905 | ф | Рейс Париж — Монте-Карло                                | Le raid Paris-Monte Carlo en deux heures                     |             |
| 1905 | ф | Рождественский ангел                                    | L’Ange de Noël                                               |             |
| 1906 | ф | Поджигатели (История одного преступления)               | Histoire d’un crime                                          |             |
| 1906 | ф | Четыреста проделок дьявола                              | Les Quatre cents farces du diable                            |             |
| 1906 | ф | Мыльные пузыри                                          | Les Bulles de savon animées                                  |             |
| 1907 | ф | Гамлет                                                  | Hamlet                                                       |             |
| 1907 | ф | История цивилизации                                     | La Civilisation à travers les âges                           |             |
| 1907 | ф | Туннель под Ла-Маншем, или Франко-английский кошмар     | Tunnel sous la manche ou Le cauchemar franco-anglais         |             |
| 1907 | ф | Двести миль под водой, или Кошмар рыболова              | Deux Cents Milles sous les mers ou le Cauchemar d’un pêcheur |             |
| 1908 | ф | Рейд Париж — Нью-Йорк на автомобиле                     | Le Raid Paris-New York en automobile                         |             |
| 1911 | ф | Галлюцинации барона Мюнхгаузена                         | Les Aventures de baron de Munchhausen                        |             |
| 1912 | ф | Завоевание полюса                                       | À la conquête du Pôle                                        |             |
| 1913 | ф | Путешествие семьи Бурришон                              | Le Voyage de la famille Bourrichon                           |             |

## В культуре
- В 1952 году во Франции был снят художественно-документальный фильм режиссёра Жоржа Франжю «Великий Мельес» (фр. «Le grand Melies»), в котором были изложены некоторые эпизоды биографии пионера кинематографии. Роль Мельеса сыграл его сын Андре Мельес. В фильме также снялись в ролях самих себя 87-летняя Жанна д’Альси и дочь Мельеса Мари-Жорж Мельес[39].
- Одна из наград, вручаемых Американским обществом спецэффектов (англ. Visual Effects Society), носит имя Жоржа Мельеса (англ. Melies Award). В разные годы этой награды были удостоены Роберт Абель (2005), Джон Лассетер (2006), Фил Типпетт (2009), Эд Катмулл (2010) и Дуглас Трамбал (2012)[40].
- Биография Жоржа Мельеса положена в основу снятого в 2011 году фильма Мартина Скорсезе «Хранитель времени», в котором роль Мельеса исполнил Бен Кингсли. Скорсезе говорил, что фильм является данью уважения французскому пионеру кино, который дал ему импульс в его кинематографической деятельности и идеал к которому он стремился[41].
- В 2011 году Эрик Ланж и Серж Бромберг сняли документальный фильм «Чрезвычайное путешествие» (фр. «Le voyage extraordinaire»), посвящённый жизни и творчеству режиссёра[42].
- Один из персонажей французского анимационного фильма-мюзикла «Джек и механическое сердце».
- В последней, 12, серии мини-сериала «С Земли на Луну» рассказывается про историю фильма Жоржа Мельеса «Путешествие на Луну», параллельно с миссией Аполлон-17.